# Cape Fear – A rettegés foka
A Cape Fear – A rettegés foka (eredeti címe: Cape Fear), egy 1991-es amerikai krimi-thriller, amely az 1962-es, Rettegés foka című film remake-je. Martin Scorsese rendezte John D. MacDonald regényéből. A főbb szerepekben Robert De Niro, Nick Nolte, Jessica Lange és Juliette Lewis látható. Rendező Martin Scorsese és a főszereplő Robert De Niro hetedik közös filmje.

## Rövid történet
Egy börtönből kiszabadult pszichopata bűnöző terrorizálni kezdi egykori ügyvédjét és annak családját. 

## Szereplők
| Szerep          | Színész              | Magyar hang      |
| --------------- | -------------------- | ---------------- |
| Max Cady        | Robert De Niro       | Cserhalmi György |
| Sam Bowden      | Nick Nolte           | Dörner György    |
| Leigh Bowden    | Jessica Lange        | Nyakó Juli       |
| Danielle Bowden | Juliette Lewis       | Bertalan Ágnes   |
| Claude Kersek   | Joe Don Baker        | Bitskey Tibor    |
| Elgart hadnagy  | Robert Mitchum       | Kun Vilmos       |
| Lee Heller      | Gregory Peck         | Szabó Sándor     |
| Bíró            | Martin Balsam        | Mádi Szabó Gábor |
| Lori Davis      | Illeana Douglas      | Pálos Zsuzsa     |
| Tom Broadbent   | Fred Dalton Thompson | Inke László      |

## Forgatás
A forgatókönyvet Wesley Strick írta James R. Webb 1962-es eredeti forgatókönyve és John D. MacDonald The Executioners című regénye alapján.
A megfilmesítési jogok Steven Spielberg birtokában voltak, aki végül úgy döntött, hogy ez a történet túl erőszakos, és odaadta a jogokat Scorsesének, akitől cserébe megkapta a Schindler listája megfilmesítési jogait. Spielberg nem szállt ki a produkcióból, Amblin Entertainmenten keresztül ő maradt az egyik producer. (Bár, a stáblistán a neve nincs hivatalosan feltüntetve.) 
Scorsese Sam Bowden szerepére Harrison Fordot szemelte ki, de Ford kikötötte, hogy csak akkor vesz részt a produkcióban, ha ő játszhatja el a negatív karaktert, Max Cadyt. A szerepet végül Nick Nolte kapta, aki már dolgozott együtt Scorsesével az 1989-es New York-i történetek című filmben. Spielberg kezdetben Bill Murray-t képzelte el Cady szerepére. Danielle Bowden szerepére meghallgatták Drew Barrymore-t és Reese Witherspoont, de végül Juliette Lewis játszhatta el az ügyész tinédzser lányát. 
Nick Nolte magasabb, mint Robert De Niro, ezért a szerephez Nolte lefogyott, és De Niro addig edzéssel izmokat fejlesztett, hogy a erősebbnek tűnjön. De Niro, hogy az eljátszandó karakterének fenyegetőbb megjelenést kölcsönözön, 5000 dollárt fizetett egy fogorvosnak, hogy kuszálja össze a fogait, hogy az elhanyagoltnak látszódjon. A forgatás után a színésznek 20000 dollárjába került a fogait helyreállítani. 
A filmre Alfred Hitchcock munkássága és az 1962-es eredeti mozi rendezője J. Lee Thompson kézjegyei is hatással voltak. A filmzenét az 1962-es eredeti film, Bernard Herrmann által írt zenéjének, Elmer Bernstein általi átdolgozott változata alkotja.
A forgatásra 1990. november 19. és 1991. március 17. között került sor a floridai Fort Lauderdale-ben, a georgiai Savannahban, a kaliforniai Burbankban. A fináléban látható vihar-jelenetet Angliában, a londoni Shepperton Studióban készítették.

## Fogadtatás és bevétel
A Cape Fear – A rettegés foka kritikai fogadtatása pozitívnak mondható. A Rotten Tomatoes oldalán összegyűjtött kritikák alapján az ötvenegy kritikusból harmincnyolc pozitívan és tizenhárom kritikus negatívan nyilatkozott a filmről, ezzel 75%-os kritikai aránnyal rendelkezik. 
A filmet 1991. november 15-én mutatták be az észak-amerikai mozik. Nyitóhétvégéjén bevételi szempontból az Államokban az első helyen végzett,  megelőzve a negyedik hete műsoron lévő Huncutka és a második hete műsoron lévő Gézengúzok karácsonya című filmeket. Összességében több mint 182 millió dollár értékben váltottak rá mozijegyet a világon.

## Díjak és jelölések
| Díjátadó                                     | Kategória                                     | Személy            | Eredmény     |
| -------------------------------------------- | --------------------------------------------- | ------------------ | ------------ |
| Oscar-díj                                    | legjobb férfi főszereplő                      | Robert De Niro     | Jelölve      |
| Oscar-díj                                    | legjobb női mellékszereplő                    | Juliette Lewis     | Jelölve      |
| Golden Globe-díj                             | legjobb férfi főszereplő – filmdráma          | Robert De Niro     | Jelölve      |
| Golden Globe-díj                             | legjobb női mellékszereplő                    | Juliette Lewis     | Jelölve      |
| BAFTA-díj                                    | legjobb operatőr                              | Freddie Francis    | Jelölve      |
| BAFTA-díj                                    | legjobb vágás                                 | Thelma Schoonmaker | Jelölve      |
| Berlini Nemzetközi Filmfesztivál             | Arany Medve-díj                               | Martin Scorsese    | Jelölve      |
| Broadcast Music, Inc.                        | BMI Film Music Award                          | Elmer Bernstein    | Elnyerte     |
| CFCA Awards                                  | legjobb rendező                               | Martin Scorsese    | Jelölve      |
| CFCA Awards                                  | legjobb női mellékszereplő                    | Juliette Lewis     | Jelölve      |
| CFCA Awards                                  | A legígéretesebb új színésznő                 | Juliette Lewis     | Elnyerte     |
| David di Donatello-díj                       | legjobb színész                               | Robert De Niro     | Jelölve      |
| Jupiter-díj                                  | legjobb külföldi színész                      | Robert De Niro     | Elnyerte     |
| Kansas City Film Critics Circle Award        | legjobb női mellékszereplő                    | Juliette Lewis     | Elnyerte     |
| MTV Movie Awards                             | MTV Movie Award a legjobb csókért             | Juliette Lewis     | Jelölve      |
| MTV Movie Awards                             | MTV Movie Award a legjobb csókért             | Robert De Niro     | Jelölve      |
| MTV Movie Awards                             | MTV Movie Award a legjobb színésznek          | Robert De Niro     | Jelölve      |
| MTV Movie Awards                             | MTV Movie Award a legjobb negatív szereplőnek | Robert De Niro     | Jelölve      |
| National Society of Film Critics Award       | legjobb női mellékszereplő                    | Juliette Lewis     | 2. helyezett |
| New York-i Filmkritikusok Egyesületének-díja | legjobb női mellékszereplő                    | Juliette Lewis     | 2. helyezett |
| New York-i Filmkritikusok Egyesületének-díja | legjobb operatőr                              | Freddie Francis    | 2. helyezett |

## Fordítás
- Ez a szócikk részben vagy egészben  a   Cape Fear (1991 film) című angol Wikipédia-szócikk fordításán alapul.  Az eredeti cikk szerkesztőit annak laptörténete sorolja fel. Ez a jelzés csupán a megfogalmazás eredetét és a szerzői jogokat jelzi, nem szolgál a cikkben szereplő információk forrásmegjelöléseként.